# Ландыш горный
Ла́ндыш го́рный (лат. Convallária montána, также иногда Convallaria pseudomajális и Convallaria majúscula) — вид однодольных растений рода Ландыш (Convallaria) семейства Спаржевые (Asparagaceae). Во многих научных сводках признаётся не отдельным видом, а лишь разновидностью полиморфного ландыша майского — Convallaria majalis var. montana.

## Распространение и среда обитания
Встречается главным образом в горах Аппалачи на востоке США, на территории штатов Джорджия, Кентукки, Северная Каролина, Южная Каролина, Теннесси, Виргиния и Западная Виргиния. Растёт рассеянно или небольшими группами.

## Ботаническое описание
Многолетнее травянистое растение.
Листьев два — три на каждом растении, 15—35 см в длину и 2—5 см в ширину, с заострёнными кончиком и основанием листа.
Соцветие с 5—15 белыми повёрнутыми книзу ароматными цветками в форме колокольчика. Цветёт в середине — конце весны.
Плод — круглая красновато-оранжевая ягода 7—9 мм в диаметре.
Число хромосом 2n = 38.

## Замечания по охране
В ряде штатов признан исчезающим видом (в Джорджии, Кентукки, Южной Каролине). В целом по США имеет статус вида «предположительно, в надёжном состоянии» (G4 по категоризации NatureServe).

## Синонимика
Название Convallaria montana было впервые употреблено американским ботаником К. Рафинеском в 1840 году. Рафинеск указал в качестве синонима более раннее название У. Бартрама — Convallaria pseudomajalis, что заставило некоторых учёных отказаться от употребления этого названия в пользу последнего (как того требует в таких случаях МКБН). Однако в диагнозе Convallaria pseudomajalis, на который ссылается Рафинеск, к тому же процитированном Рафинеском, описывается некоторое растение, отличающееся ягодами синего цвета. Очевидно, это не относится к ландышу, обычно понимаемому под названием Convallaria montana. Возможно, Бартрам (и Рафинеск) описывал некий вид рода Купена.
В случае отказа от использования названий Convallaria pseudomajalis как nomen dubium, а Convallaria montana как nomen superfluum необходимо использовать первое по времени публикации последующее название. Первым действительным названием, точно относящимся к североамериканскому ландышу, является Convallaria majuscula.
Синонимичные названия:
- Convallaria majalis subsp. majuscula (Greene) Gandhi, Reveal & Zarucchi
- Convallaria majalis var. majuscula (Greene) Gandhi, Reveal & Zarucchi
- Convallaria majalis var. montana (Raf.) H.E.Ahles
- Convallaria majuscula Greene
- (?)Convallaria parviflora Raf., nom. illeg.
- (?)Convallaria pseudomajalis W.Bartram